# Alexander von Bülow
Alexander von Bülow (in tedesco Alexander Friedrich Wilhelm August Ferdinand von Bülow; Ludwigslust, 25 febbraio 1829 – Schwerin, 13 luglio 1901) è stato un politico tedesco, primo ministro del Granducato di Meclemburgo-Schwerin dal 1886 al 1901.

## Biografia
Alexader von Bülow era figlio del ciambellano Jaspar Friedrich von Bülow e proveniva da una nobile famiglia originaria di Rodenwalde. Egli studiò legge presso le università di Heidelberg e Rostock, ma preferì poco dopo condurre una vita semplice senza agi. Nel 1858 il duca lo prescelse per l'incarico di ciambellano e dal 1879 divenne governatore dell'area dell'antico ducato di Schwerin. Dal 1886 venne scelto dal duca quale suo primo ministro nel Granducato di Meclemburgo-Schwerin nonché rappresentante al consiglio federale tedesco per lo stato.
Morì a Schwerin il 13 luglio 1901 mentre si trovava in carica come primo ministro.